# Komitet Olimpijski i Sportowy Makau
Komitet Olimpijski i Sportowy Makau, Chiny (chin. trad.: 中國澳門體育暨奧林匹克委員會; port.: Comité Olímpico e Desportivo de Macau, China (CODM) – nieuznawany Narodowy Komitet Olimpijski mający w zamyśle organizować udział sportowców z Makau na igrzyskach olimpijskich.
Komitet powstał w 1987 roku jako Komitet Olimpijski Makau (澳門奧林匹克委員會; Comité Olímpico de Macau (COM). Chociaż Makau nie jest niepodległym państwem, nie jest wykluczone jego członkostwo w tych organizacjach międzynarodowych, które nie są zastrzeżone dla państw niepodległych. W związku z tym, komitet w 1989 roku przystąpił do Olimpijskiej Rady Azji; mimo tego nadal nie uzyskał członkostwa w Międzynarodowym Komitecie Olimpijskim.
W 1999 roku, kiedy Makau przeszło spod zwierzchnictwa portugalskiego pod chińskie, władze ChRL zezwoliły swojemu specjalnemu regionowi na członkostwo w organizacjach międzynarodowych pod nazwą „Makau, Chiny”. 10 września 2008 komitet otrzymał aktualną nazwę.
Komitet jest także członkiem założycielem ACOLOP (Związku Komitetów Olimpijskich Urzędowego Języka Portugalskiego).
W związku z brakiem członkostwa w MKOl Makau nie uczestniczy w igrzyskach olimpijskich, jednak regularnie wystawia reprezentację podczas igrzysk azjatyckich, igrzysk Azji Wschodniej (Makau było gospodarzem 4. edycji w 2005 roku) oraz igrzyskach Luzofonii (było gospodarzem 1. edycji w 2006 roku).
Za reprezentację sportowców niepełnosprawnych odpowiada Stowarzyszenie Rekreacji Niepełnosprawnych Makau.